# صميد
صميد قرية السورية  في محافظة السويداء وتقع في منطقة اللجاة الصخرية. من أهم معالم هذه القرية المعبد الروماني القديم والذي ما زال مكانا مقدسا للعبادة لأبناء طائفة الموحدين ويدعى مقام الخضر أبو العباس كما يوجد في هذه القرية مجموعه كبيره من المباني الأثريه والتي اعتقد انها ما تزال مستخدمه للسكن حتى هذا التاريخ تقع القرية في جوف صخري إلى الجهة الشمالية من تل شيحان على طرف اللجاة الجنوبي. يسكن هذه القرية حاليا مجموعه من الموحدين الدروز والذين قدموا من جبال لبنان ومن حلب في فترات متفرقه من القرن السادس عشر والقرن السابع عشر. يعتمد سكان القرية على الزراعة في معيشتهم حيث تمتد المنطقة السهلية جنوب القرية وصولا الي قريه صلاخد وغربا إلى قريه الخرسا. أما الشرق والشمال فهناك صخور اللجاة التي من الصعب استصلاحها. اشتهرت القرية في القرن العشرين باحتوائها على مجموعه من الثوار.